# Marek Woch
Marek Marian Woch (ur. 17 grudnia 1978 w Kąkolewnicy) – polski polityk, doktor nauk prawnych, w latach 2023–2024 zastępca Rzecznika Małych i Średnich Przedsiębiorców, od 2024 lider ruchu Bezpartyjni Samorządowcy. Kandydat na urząd prezydenta RP w wyborach w 2025.

## Życiorys
Absolwent zasadniczej szkoły zawodowej z tytułem monter wewnętrznych instalacji budowlanych (jako swój pierwszy zawód wskazuje bycie hydraulikiem) oraz prawa i administracji w Menedżerskiej Akademii Nauk Stosowanych w Warszawie (2010). W 2015 uzyskał na Wydziale Prawa i Administracji Uniwersytetu Warszawskiego stopień doktora nauk prawnych na podstawie napisanej pod kierunkiem Marii Szyszkowskiej dysertacji Ochrona zdrowia w Polsce z punktu widzenia filozoficznoprawnego. Został również absolwentem Szkoły Głównej Handlowej w Warszawie. Pracował jako nauczyciel akademicki, m.in. w Akademii Humanistyczno-Ekonomicznej w Łodzi oraz Szkole Głównej Służby Pożarniczej.
Pracował jako urzędnik państwowy, m.in. w Ministerstwie Zdrowia. W latach 2016–2019 był pełnomocnikiem prezesa Narodowego Funduszu Zdrowia do spraw kontaktów z organizacjami pozarządowymi i organami władzy publicznej. Następnie podjął pracę w biurze Rzecznika Małych i Średnich Przedsiębiorców, gdzie od 2020 do 2023 był dyrektorem generalnym, a od stycznia 2023 do czerwca 2024 zastępcą Rzecznika MŚP.
W 2013, 2014 i 2018 z własnego komitetu kandydował na wójta gminy Kąkolewnica, zajmując ostatnie miejsca. Powołał także własny komitet na wybory europejskie w 2014, jednak nie zarejestrował on żadnych list. W tym samym roku powołał także komitet Centrum Społecznej Demokracji, który startował do Sejmiku Województwa Mazowieckiego. Został prezesem zarejestrowanego w maju 2015 stowarzyszenia CSD. W tym samym roku z ramienia KWW Społecznej Demokracji kandydował do Senatu w okręgu bialskim, zajmując ostatnie, 4. miejsce. W 2019 otwierał lubelskie listy Polski Fair Play do Parlamentu Europejskiego oraz Koalicji Bezpartyjni i Samorządowcy do Sejmu, komitety te nie zarejestrowały list w całym kraju. W 2023 ponownie otwierał listę Bezpartyjnych Samorządowców do Sejmu. Zarejestrowali oni ogólnopolski komitet, jednak nie zdobyli mandatów. W 2024 był liderem listy BS do Sejmiku Województwa Lubelskiego. W tym samym roku, w wyniku niebrania udziału w kampanii przez liderów środowiska dolnośląskiego BS na czele z Robertem Raczyńskim, był liderem komitetu „BS – Normalna Polska w Normalnej Europie” w wyborach do PE (zawierając sojusz z Januszem Korwin-Mikkem), w których otwierał listę warszawską. BS nie uzyskali mandatów w sejmiku lubelskim, ani w Europarlamencie. 25 października 2024 Marek Woch zastąpił Roberta Raczyńskiego na funkcji przewodniczącego Ogólnopolskiej Federacji „Bezpartyjni i Samorządowcy”.
Został członkiem partii Bezpartyjni Samorządowcy – Łączy nas Polska. W grudniu 2024 został ogłoszony kandydatem OF „BiS” w wyborach prezydenckich w 2025. 31 marca 2025 został zarejestrowany jako kandydat na urząd prezydenta RP. Poparły go partie Stronnictwo Pracy, Alternatywa Społeczna i (po niezebraniu podpisów przez przewodniczącego ugrupowania) Związek Słowiański. W głosowaniu uzyskał 0,09% głosów, zajmując ostatnie miejsce wśród 13 kandydatów. W drugiej turze wyborów udzielił poparcia Karolowi Nawrockiemu.

## Życie prywatne
Związany z Natalią Kruczek (także działaczką BS), mają syna Marka.

## Wyniki wyborcze

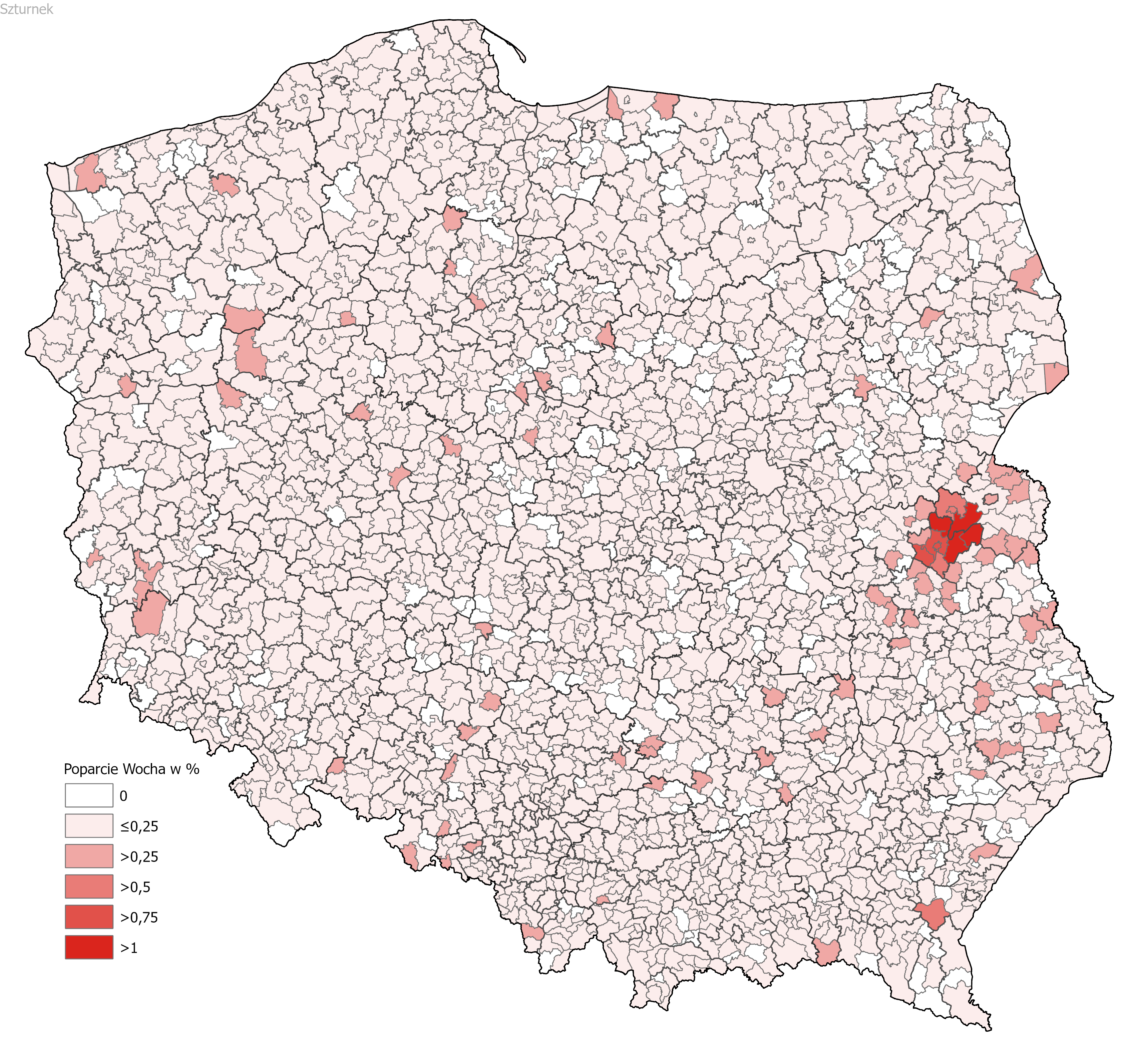
Wybory prezydenckie w 2025 roku. Najwyższy wynik uzyskał w gminie Kąkolewnica (4,37%), a natomiast w 269 gminach nie uzyskał ani jednego głosu.

| Wybory | Komitet wyborczy          | Komitet wyborczy                                                   | Organ                                       | Okręg            | Wynik          |
| ------ | ------------------------- | ------------------------------------------------------------------ | ------------------------------------------- | ---------------- | -------------- |
| 2013   |                           | KWW Marka Wocha                                                    | Wójt Kąkolewnicy                            | Wójt Kąkolewnicy | 84 (2,74%)     |
| 2014   | KWW Marka Wocha           | 141 (3,59%)                                                        | Wójt Kąkolewnicy                            | Wójt Kąkolewnicy |                |
| 2015   | KWW Społecznej Demokracji | Senat IX kadencji                                                  | nr 17                                       | 11 413 (11,75%)  |                |
| 2018   | KWW Marka Wocha           | Wójt Kąkolewnicy                                                   | Wójt Kąkolewnicy                            | 170 (4,26%)      |                |
| 2019   |                           | KWW Polska Fair Play                                               | Parlament Europejski IX kadencji            | nr 8             | 2040 (0,28%)   |
| 2019   |                           | KWW Koalicja Bezpartyjni i Samorządowcy                            | Sejm IX kadencji                            | nr 6             | 1314 (0,23%)   |
| 2023   |                           | Bezpartyjni Samorządowcy                                           | Sejm X kadencji                             | nr 6             | 2500 (0,39%)   |
| 2024   |                           | Stowarzyszenie „Bezpartyjni Samorządowcy”                          | Sejmik Województwa Lubelskiego VII kadencji | nr 2             | 1933 (0,77%)   |
| 2024   |                           | KWW Bezpartyjni Samorządowcy – Normalna Polska w Normalnej Europie | Parlament Europejski X kadencji             | nr 4             | 3326 (0,25%)   |
| 2025   |                           | KW Kandydata na Prezydenta Rzeczypospolitej Polskiej Marka Wocha   | Prezydent RP                                | Prezydent RP     | 18 338 (0,09%) |